# Скандия (тауншип, Миннесота)
Скандия (англ. Skandia) — тауншип в округе Марри, Миннесота, США. На 2000 год его население составило 173 человека.

## География
По данным Бюро переписи населения США площадь тауншипа составляет 92,7 км², из которых 91,2 км² занимает суша, а 1,5 км² — вода (1,59 %).

## Демография
По данным переписи населения 2000 года здесь находились 173 человека, 64 домохозяйства и 51 семья. Плотность населения —  1,9 чел./км². На территории тауншипа расположено 68 построек со средней плотностью 0,7 построек на один квадратный километр. Расовый состав населения: 100,00 % белых.
Из 64 домохозяйств в 32,8 % воспитывались дети до 18 лет, в 71,9 % проживали супружеские пары, в 1,6 % проживали незамужние женщины и в 20,3 % домохозяйств проживали несемейные люди. 17,2 % домохозяйств состояли из одного человека, при том 4,7 % из — одиноких пожилых людей старше 65 лет. Средний размер домохозяйства — 2,70, а семьи — 3,04 человека.
25,4 % населения — младше 18 лет, 7,5 % — в возрасте от 18 до 24 лет, 26,6 % — от 25 до 44, 23,7 % — от 45 до 64, и 16,8 % — старше 65 лет. Средний возраст — 40 лет. На каждые 100 женщин приходилось 127,6 мужчин. На каждые 100 женщин старше 18 приходилось 126,3 мужчин.
Средний годовой доход домохозяйства составлял 20 750 долларов, а средний годовой доход семьи —  22 500 долларов. Средний доход мужчин —  21 250  долларов, в то время как у женщин — 15 625. Доход на душу населения составил 51 480 долларов. За чертой бедности находились 20,0 % семей и 18,9 % всего населения тауншипа, из которых 18,5 % младше 18 и 11,8 % старше 65 лет.